# Donacoscaptes delinqualis
Donacoscaptes delinqualis là một loài bướm đêm trong họ Crambidae.